# مقاطعة شلبي (أوهايو)
مقاطعة شلبي (بالإنجليزية: Shelby County)‏ هي إحدى مقاطعات ولاية أوهايو في الولايات المتحدة الأمريكية.